# Тиерп (община)
Община Тиерп (на шведски: Tierps kommun) е разположена в лен Упсала, източна централна Швеция с обща площ 1610 km2 и население 20 144 души (към 31 декември 2013). Административен център на община Тиерп е едноименния град Тиерп.